# Disastro dell'Ellis Park
Il disastro dell'Ellis Park (in inglese Ellis Park Stadium disaster) è un incidente sportivo accaduto l'11 aprile 2001 a Ellis Park, stadio nella città sudafricana di Johannesburg; 43 persone rimasero uccise a causa di un imprevisto e improvviso accalcamento dovuto al superamento di molte decine di migliaia di spettatori della capacità massima dell'impianto, omologato per circa 60000 spettatori.

## L'incidente
L'11 aprile 2001 era in programma il derby calcistico tra Kaizer Chiefs e Orlando Pirates, valido per il campionato nazionale. Malgrado l'impianto potesse ospitare 68 000 spettatori, ben 120 000 persone si ritrovarono fuori dai cancelli. Prima che l'incontro avesse inizio, la folla cominciò a spingere per cercare di accedere alle tribune: migliaia di tifosi, tra cui donne e bambini, vennero così spinti contro le recinzioni. La polizia intervenne per provare a disperdere la calca, tramite il lancio di lacrimogeni: l'intervento risultò tardivo, in quanto 43 persone avevano già perso la vita e si contavano una cinquantina di feriti gravi.
Tra le due squadre, inoltre, vi era già stato un precedente: l'amichevole del 13 gennaio 1991, giocata allo stadio Vaal Reefs di Orkney, fu teatro di scontri tra le tifoserie dopo una discussa decisione arbitrale. Nell'occasione, si registrarono 42 vittime.

## Conseguenze
A causa del fatto, l'incontro fu sospeso dopo 33' sul punteggio di 1-1. La gara venne recuperata il 9 giugno successivo, terminando con la vittoria dei Kaizer Chiefs per 1-0.

## Responsabilità
Le responsabilità dell'accaduto furono ascritte alle due società, in quanto colpevoli di aver venduto un numero di biglietti superiore alla capienza dell'impianto.